# Bahram V
Bahram V Gour (el onagro), también escrito Vahram, fue un rey sasánida de Persia entre 420 y 438.
Era hijo de Yazdegerd I y de Soshandukht, hija de un exiliado judío. Fue padre de Yazdegerd II Sipahdost. Se apoderó del trono frente a los grandes de Persia gracias a la ayuda de Al Mondir, dinastía árabe de Hira. Dinámico, sentía un gusto particular por la caza (de ahí su apodo que se le dio después de que matara a un onagro); amaba también las artes y la poesía.

## Guerra con Roma
Las persecuciones contra los cristianos en Persia continuaron bajo su reinado, muchos de los cuales se refugiaron en el Imperio romano de Oriente. Bahram exigió que le fueran devueltos los fugitivos pero Teodosio II se negó a ello lo que provocó una guerra en el 420. Empezó con varias derrotas persas y se hicieron numerosos prisioneros, que cayeron en manos de los Romanos de Oriente, los cuales avanzaron hasta la provincia de Azaréne y la asolaron. Después Mesopotamia fue asediada por los romanos en Oriente. Bahram decidió llevar el grueso de sus tropas a esta ciudad y, como venganza, los persas (y numerosos turcos comprados) fueron estrepitosamente derrotados.
Tras un combate singular, frecuente en la tradición sasánida, Bahram enfrentó a su campeón contra un godo romanizado que le mató. Bahram solicitó, entonces, la paz que se firmó en 422 con Teodosio II por un período de cien años y los cristianos gozaron, nuevamente, de libertad de culto (en contrapartida, los zoroastras también la obtuvieron respecto del Imperio romano). Bahram reconstruyó varios templos zoroástricos en Persia.

## Relaciones con Armenia
Inmediatamente después de alcanzar la paz con Roma, Bahram se ocupó de Armenia, que estaba sin monarca desde que Shapur, el hermano de Bahram había abandonado el país en 418. Bahram desea ver sobre el trono de Armenia a un descendiente de los arsácidas. Por ello, selecciona a Ardacher IV, hijo de Vramshapuh, y le nombra rey de Armenia.
Sin embargo, el nombramiento no fue bien acogido por la nobleza armenia, que solicitó la retirada de Ardacher y la admisión de Armenia como provincia, bajo control directo del Imperio sasánida. Esta anexión fue vigorosamente rechazada por el patriarca Isaac de Armenia, que prefería el gobierno de un cristiano, pero a pesar de sus protestas, la anexión de Armenia se produjo en 428

## Invasión de los hunos
Durante la última parte del reinado de Bahram se produjo la invasión de las hordas heftalitas desde el noroeste de Irán, que saquearon el norte del territorio. Al estar desprevenido, Bahram hizo una oferta de paz al khan de los heftalitas, que fue bien recibida, pero sus intenciones eran otras. Cruzando de noche Tabaristan, Hircania y Nishapur, tomó por sorpresa a los hunos, y los masacró, tomando como rehén a la esposa del khan. Los hunos fueron perseguidos hasta el Oxus, y su poder fue destruido.

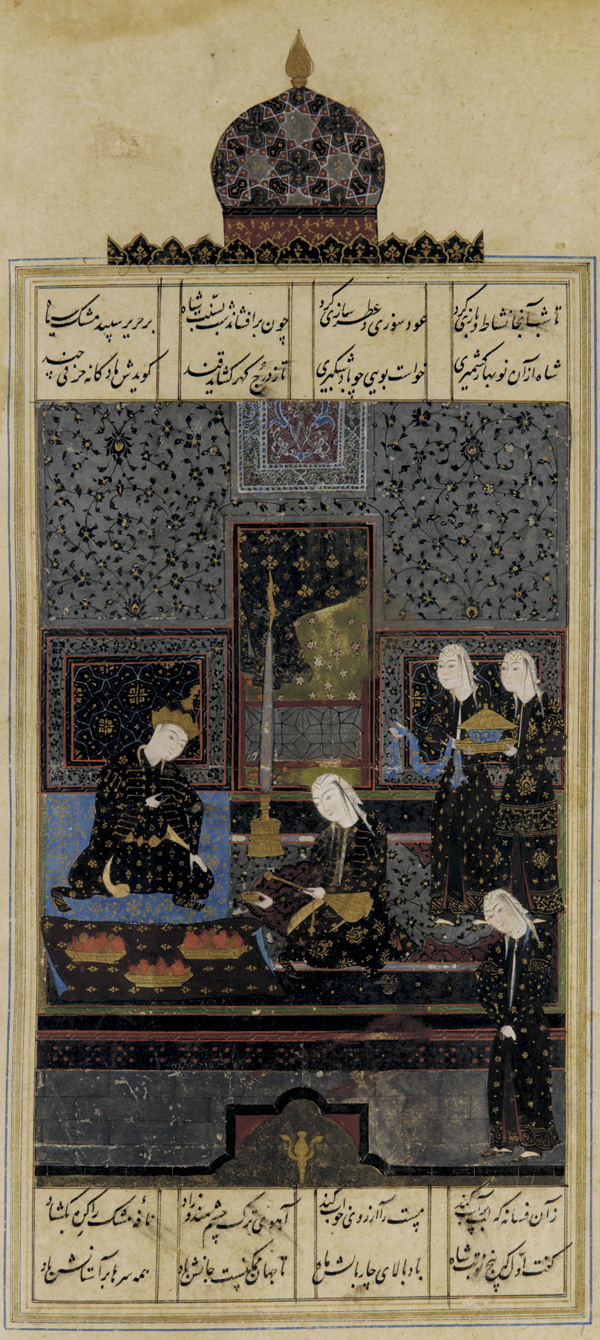
Bahram y una princesa india en el pabellón negro
Pintura de un Khamsa (Quintet) por el poeta persa Nizami Ganjavi,. Era safavida